# Evenes
Evenes è un comune norvegese della contea di Nordland.